# Scelidosaurus harrisonii
Lo scelidosauro (Scelidosaurus harrisonii Owen, 1861) era un dinosauro erbivoro vissuto nel Giurassico inferiore in Inghilterra.

## Descrizione

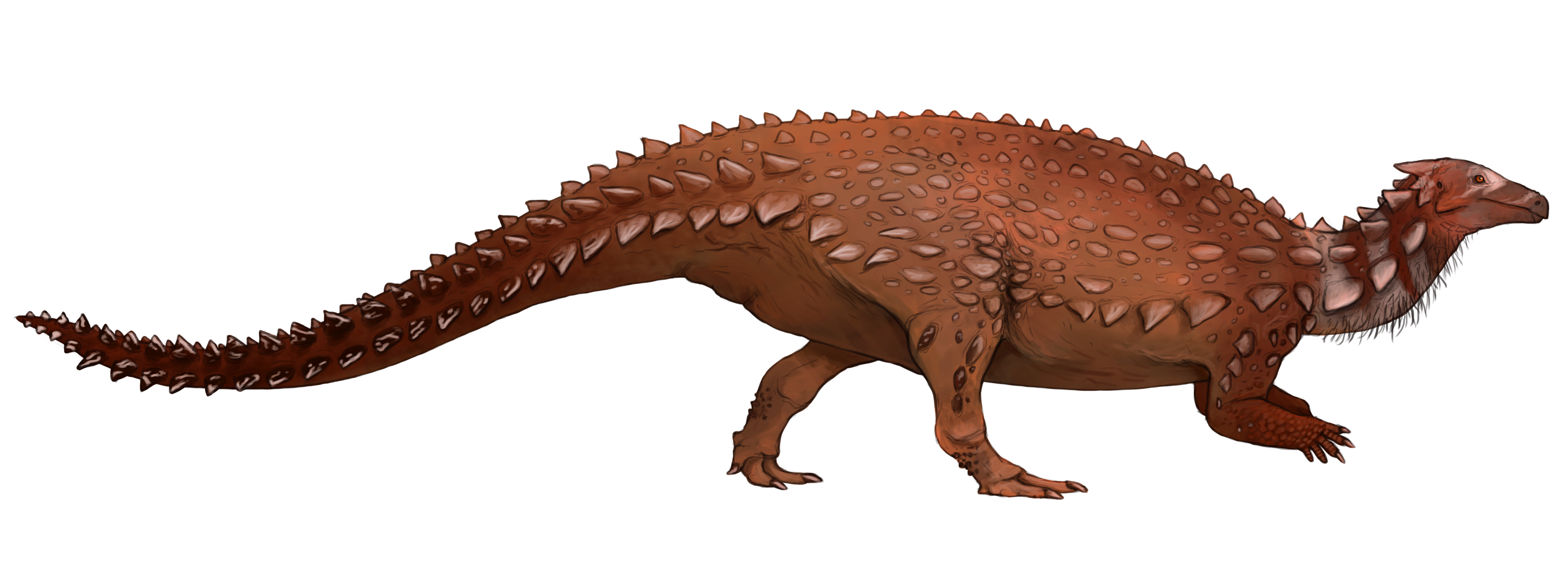
Ricostruzione di Scelidosaurus

Lo scelidosauro era un animale lungo e basso, dal corpo affusolato e dalla testa piccola, che raggiungeva i 4 metri di lunghezza. Le quattro zampe, che poggiavano sul terreno, erano robuste, soprattutto quelle posteriori, mentre le anteriori erano più corte e slanciate. La caratteristica principale di questo dinosauro era costituita dalla corazza di piccole placche ossee che ricopriva gran parte del corpo. La disposizione di questa struttura non è nota con esattezza, ma si ritiene che i tubercoli ossei ricoprissero il dorso, il collo, la coda e parte dei fianchi, lasciando scoperte le zampe. Rispetto ai successivi dinosauri corazzati, però, lo scelidosauro era dotato di un'armatura tutto sommato primitiva. Gli spazi fra le placche non erano protetti in alcun modo, e probabilmente lo scelidosauro non era così inattaccabile per i grandi predatori della sua epoca. Il cranio dell'animale era piuttosto piccolo, dotato di becco e di denti deboli disposti sui lati delle mascelle, il che suggerisce che lo scelidosauro si nutriva strappando semplicemente fogliame e inghiottendolo.

## Ritrovamenti fossili
I primi fossili di questo animale sono stati rinvenuti intorno al 1860 nell'Inghilterra meridionale. Lo scheletro, mancante del cranio, era stato ritrovato in sedimenti marini e così per qualche tempo si credette che lo scelidosauro fosse un animale acquatico. L'errore fu presto portato alla luce, e nel 1955 un secondo scheletro di scelidosauro venne dissepolto, sempre in Inghilterra, questa volta munito di cranio. Resti di animali simili, per quanto rari, sono stati ritrovati anche in Cina (per la precisione in Tibet) e negli Stati Uniti (Arizona). Il ritrovamento americano consta di alcune placche, originariamente scambiate per placche ossee di aetosauri o fitosauri. La forma cinese, probabilmente, corrisponde all'animale successivamente classificato come Bienosaurus.

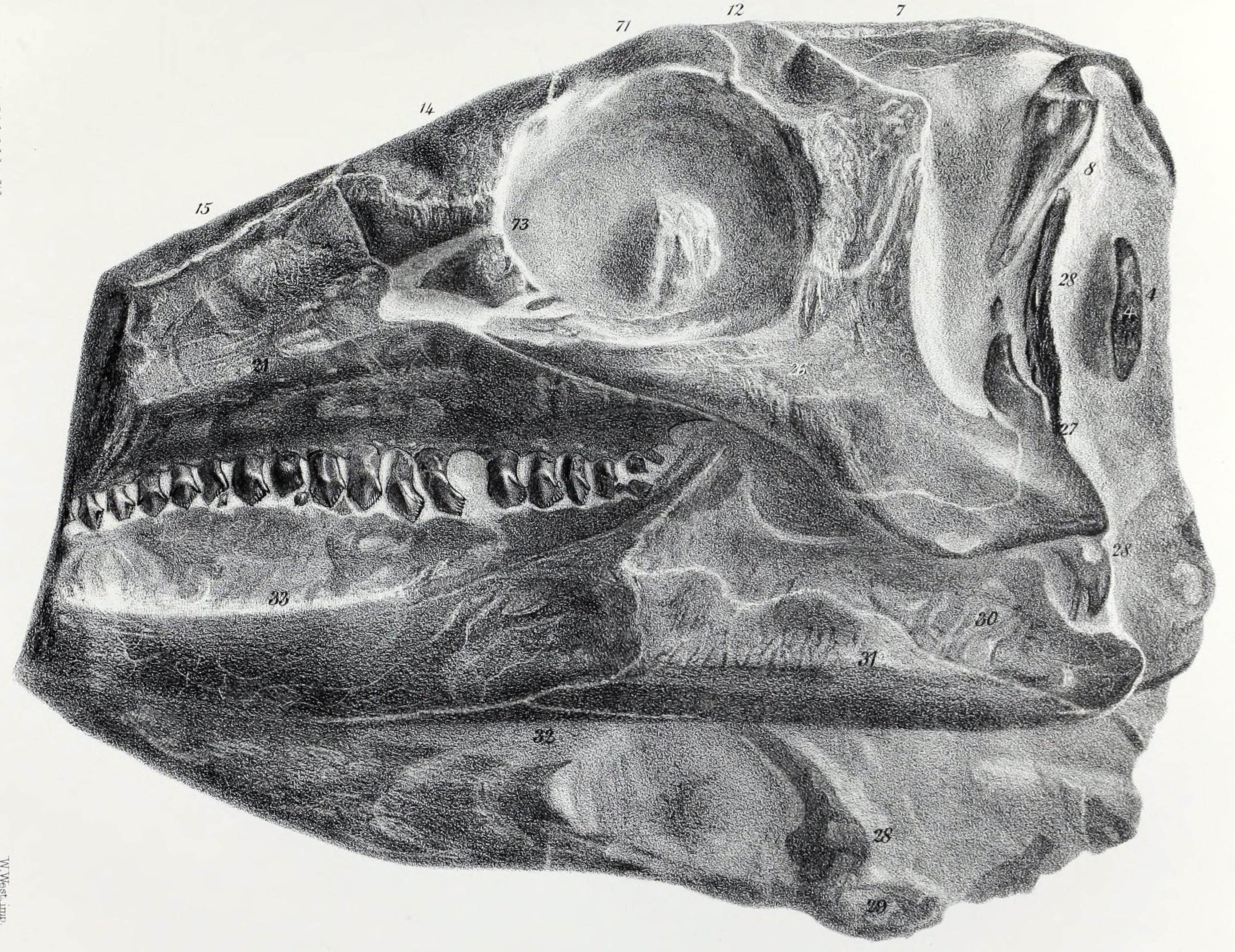
Cranio di Scelidosaurus

## Classificazione
Lo scelidosauro è un dinosauro ornitischio, senza dubbio, ma la sua classificazione è stata a lungo oggetto di dispute da parte degli studiosi. Innanzitutto, per molto tempo alcuni paleontologi considerarono lo scelidosauro come un ornitopode bipede e corazzato. La sua natura di animale quadrupede e non particolarmente agile fu riconosciuta più tardi, ma il problema restava: Scelidosaurus sembrava troppo primitivo per rientrare nei due successivi grandi gruppi di dinosauri corazzati, gli stegosauri e gli anchilosauri. Alcuni lo classificarono come uno stegosauro primitivo, per alcune caratteristiche del cranio, altri come un anchilosauro arcaico con un abbozzo di armatura. Probabilmente, però, lo scelidosauro è davvero troppo primitivo per essere incluso in uno dei due grandi infraordini di tireofori. A questo proposito è stata ipotizzata l'esistenza di un gruppo primitivo, Scelidosauria, che include forme arcaiche come lo stesso Scelidosaurus o l'ancor più primitivo Scutellosaurus.